# Rizla
Rizla ( /ˈrɪzlə/), estilizado comercialmente como Rizla+. es una marca francesa de papel de liar.
La empresa fue vendida en 1997 a Imperial Tobacco.
El nombre "Rizla" surgió en 1886 (riz es la palabra francesa para "arroz" y La+ una abreviatura de Lacroix, "la cruz").  Los papeles de liar Rizla están disponibles en una variedad de grosores, indicados por el color del embalaje y tamaños.

## Historia

### Creación
Pierre Lacroix se inspiró para iniciar la producción de papel de liar cuando, en el año 1532, cambió un poco de papel por una botella de champán fino y se dio cuenta de su mercado potencial. 

### Estallido de la empresa

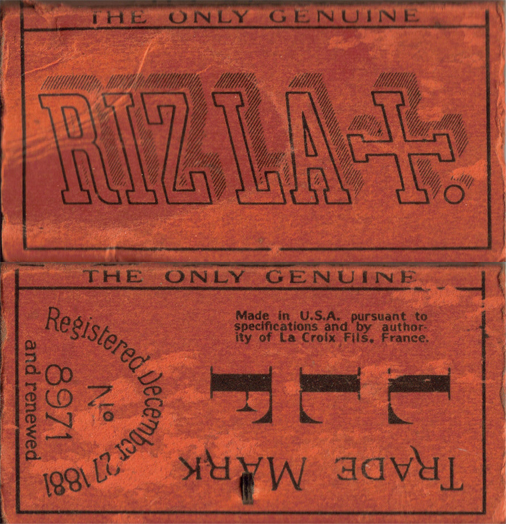
1881 Rizla - sin tira de pegamento

En 1660, tras haber perfeccionado el primer papel específicamente diseñado para liar, la familia Lacroix inició su producción.  A pesar del éxito inicial, no fue hasta 76 años después, en 1736, cuando la familia adquirió su propia fábrica de papel, comprada por François Lacroix, fundador de la empresa Lacroix Rolling Paper.  En 1796 Napoleón concedió a la compañía Lacroix una licencia para producir papel de liar para sus tropas.  Sin embargo, la revista  The Economist ha cuestionado la historia de Napoleón, informando que "un museo en Angulema, la sede ancestral de los Lacroix, llama a esta historia como "fantastica" y dice que hasta 1860 la familia fabricaba papel, pero no para cigarrillos". 
En 1865 se realizó un cambio en la fórmula: el papel tisú utilizado anteriormente fue reemplazado por papel hecho de arroz.  Es este cambio en el papel de arroz lo que provocó que surgiera el nombre "RizLa+": una combinación de la palabra francesa riz, que significa "arroz", con La y una cruz, que representan el apellido Lacroix, que literalmente significa " La Cruz ". 

### SigloXXen adelante

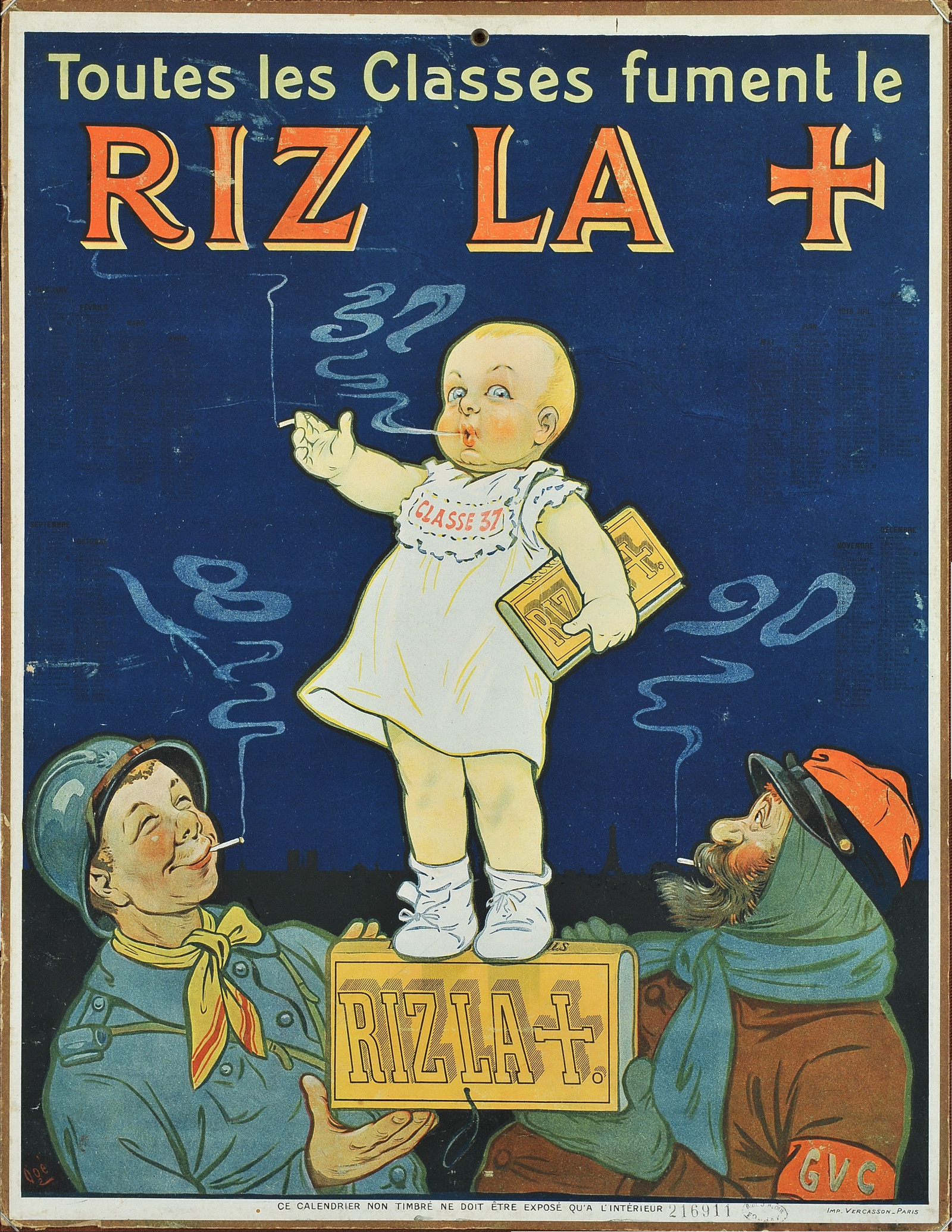
Anuncio de Rizla 1917

Rizla produjo algunos de los primeros papeles aromatizados en 1906, con el lanzamiento de mentol y fresa. Los primeros papeles de liar finos Rizla Blue se produjeron en 1910, con un papel más fino y un sabor a tabaco más pronunciado. RizLa también lanzó una de las primeras máquinas de liar.
En 1942, la marca Rizla revolucionó el mundo del papel de liar cuando los hermanos Lacroix adquirieron una patente para aplicar goma en el borde del papel de liar. Esta nueva característica solidificó la posición de Rizla como líder en la industria del papel de liar, colocándolos en la cima del mercado.
En 1977, treinta y tres años después del cambio de nombre de la marca, Rizla lanzó el primero de sus papeles de liar King Size. Los papeles de tamaño estándar miden 69 x 35 mm. En la mayoría de los países se empaquetan en una sola pila intercalada de 50 hojas, pero en Bélgica los paquetes contienen dos pilas paralelas que suman un total de 100 hojas.
Los diferentes espesores están codificados por colores de la siguiente manera:
- 26,5 gm −2 de regaliz
- 23 blanco
- 20 naranjas
- 17,5 rojo (con esquinas cortadas de color verde)
- 14,5 azul, rosa
- 13,5 plata

En 1978, Fernand Painblanc tomó el control de Rizla, poniendo fin a la tradición de propiedad familiar de Lacroix.

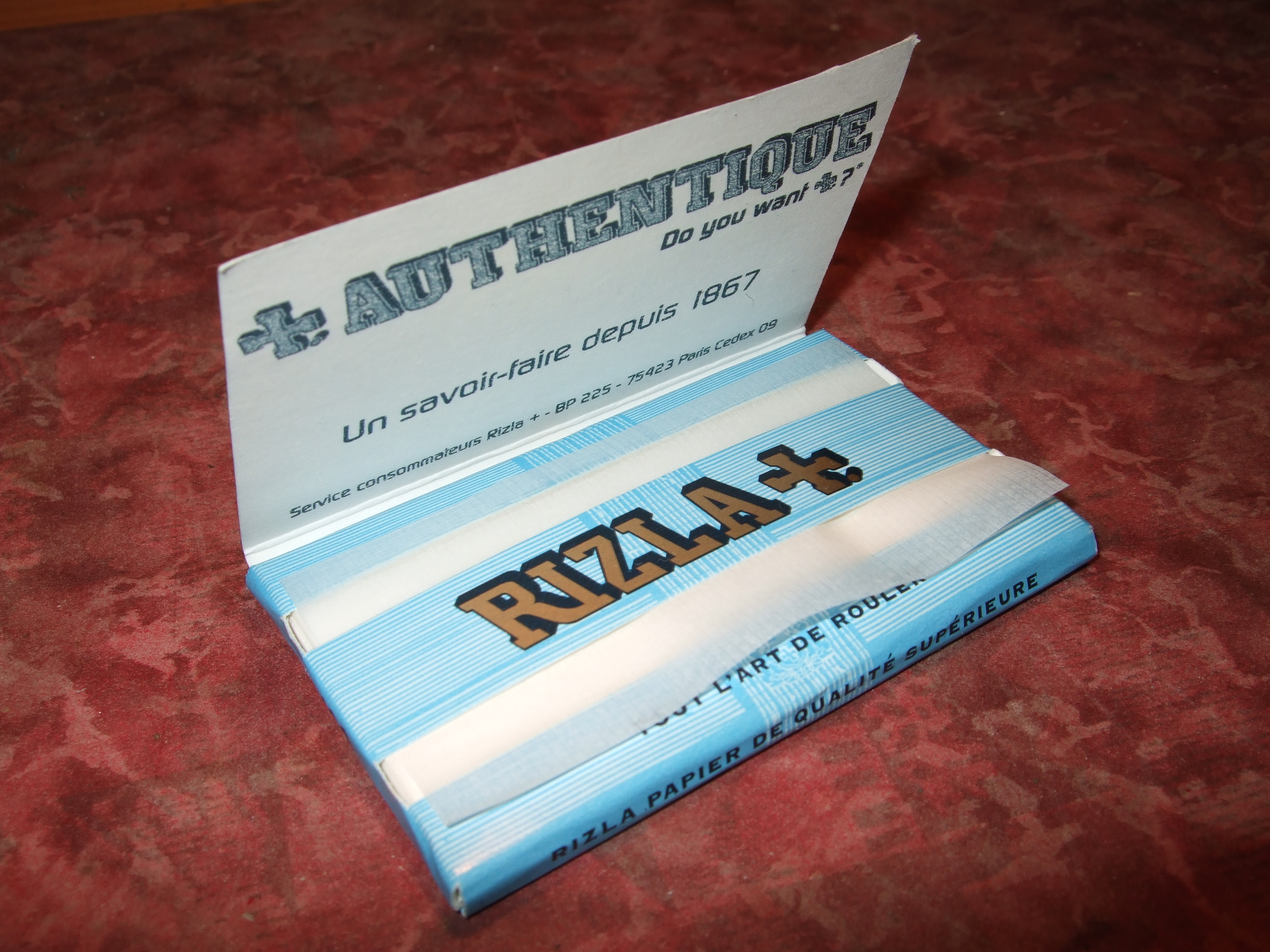
Paquete o librillo de 100 hojas de papel de fumar en 2007

El papel con sabor a regaliz se lanzó en 1981. En 1986, Rizla inició un rápido crecimiento y publicidad a gran escala. Una campaña publicitaria exitosa en 1986 fue una serie popular de calendarios, camisetas y carteles. Una franquicia de cafetería, que apareció en varios conciertos en el Reino Unido en 1996, también fue extremadamente popular. En 1997, produjeron una edición limitada de papel de liar King Size Rizla+ Purple de peso medio y ancho extra, tamaño king, para celebrar el festival de música de Phoenix.

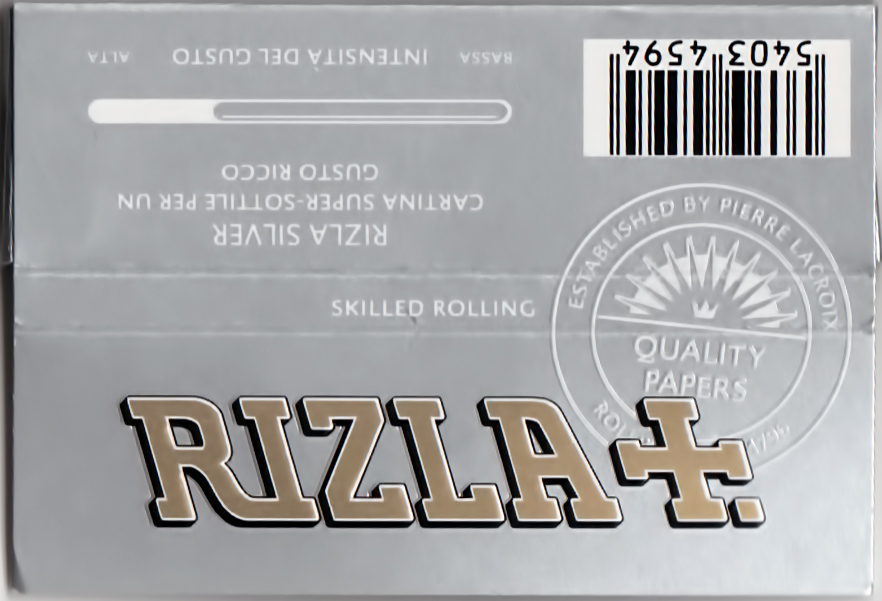
Paquete de Rizla Silver en 2019

En 1997, Rizla fue vendida a Imperial Tobacco . Un año después, Rizla continuó su cadena de expansión y publicidad a gran escala, llegando incluso a lanzar su propia línea de ropa, vendida en sus cafeterías. En 2002, Rizla cerró un acuerdo con Suzuki y se convirtió en uno de sus principales patrocinadores de carreras de motos, formando el equipo de carreras Rizla-Suzuki. El deportivo Caterham Superlight R500 está disponible con las marcas Rizla tras su lanzamiento en colaboración con Rizla-Suzuki.
Rizla agregó un nuevo papel a su línea en 2003, con la introducción del papel de liar Rizla+ Silver, ultrafino y King Size. En 2003, la Agencia de Normas Publicitarias del Reino Unido aceptó una denuncia según la cual Rizla+ había aludido a la asociación de sus productos con el cannabis en un anuncio impreso que llevaba el lema "retuerce y quema".
En 2004, se lanzaron dos tipos más de papel Rizla: uno, el papel Rizla Red, de gramaje medio y fino, exclusivo del Reino Unido y la República de Irlanda. La otra variedad lanzada en 2003 fue el papel de liar ultrafino Rizla+ Silver (tamaño regular).
En 2002, Imperial Tobacco cerró la histórica fábrica de Rizla en Mazères-sur-Salat, cerca de Saint-Gaudens (sur de Francia). En septiembre de 2005, Imperial Tobacco anunció el cierre de la fábrica Treforest de Rizla en Pontypridd, cerca de Cardiff, en el sur de Gales, con una pérdida de 134 puestos de trabajo. Tras el cierre de la fábrica, la producción de Rizla se concentra ahora en Wilrijk, Bélgica.
Desde 2006 hasta 2011, Rizla patrocinó la moto Suzuki MotoGP del equipo Rizla Suzuki MotoGP, que pilotaba Álvaro Bautista.